# Deportivo CAFESSA Jalisco
Deportivo CAFESSA Jalisco ist ein mexikanischer Fußballverein aus Guadalajara, Jalisco.

## Geschichte
Die Geschichte des Vereins begann im Jahr 2015, als der Unternehmer Martin Castañeda Sandoval, der in Guadalajara eine Wirtschaftsprüfungsgesellschaft besitzt, das Franchise der Cazcanes de Ameca erwarb. Seine Motivation ist es, junge Menschen durch die Integration in den Sport zu festigen und vom Abdriften in die Kriminalität fernzuhalten.
Der Verein startete zunächst in der viertklassigen Tercera División und erkaufte sich vor der Saison 2017/18 das Recht zur Teilnahme an der drittklassigen Liga Premier, wo er in der Saison 2018/19 die Finalspiele der Serie B erreichte. Trotz eines 2:0-Erfolges im Hinspiel unterlag die Mannschaft anschließend beim Club Cañoneros Marina mit 0:3 und verpasste somit ihren ersten Titel.
Dieser Misserfolg stoppte jedoch nicht die großen Ambitionen des Vereins, der nur wenig später eine Vereinbarung mit dem Club Social y Deportivo Jalisco, einem der Miteigentümer des Estadio Jalisco, schloss, seine Heimspiele fortan in dem WM-Stadion von 1970 und 1986 austragen zu dürfen. Ferner hegt der Verein das ambitionierte Ziel, bis 2029 den Aufstieg in die höchste mexikanische Spielklasse zu erreichen.

## Erfolge
- Vizemeister der Liga Premier (Serie B): 2018/19